# Igor Krulj
Igor Krulj (Osijek, 19 agosto 1988) è un allenatore di calcio ed ex calciatore svedese di origine croata.

## Carriera

### Giocatore
Nato in Croazia e cresciuto in Svezia da quando aveva 3 anni, Krulj all'età di 5 anni ha iniziato a giocare a calcio nel Leikin, una squadra minore della cittadina di Halmstad. Nel 2002 è entrato nelle giovanili dell'Halmstads BK senza però raggiungere la prima squadra.
Nel 2008 si è trasferito in Superettan all'Ängelholm, ma in due anni e mezzo ha collezionato solo 6 presenze (tutte nell'arco della stagione 2009). Poi è andato a giocare in Germania, disputando il campionato di Regionalliga 2010-2011 che equivale alla quarta serie nazionale. La parentesi tedesca è durata solo un anno, Krulj infatti è tornato in Svezia nell'agosto 2011 quando si è unito all'Halmia, altra squadra di Halmstad, militante anche in questo caso in quarta serie. Dall'agosto 2012 ha giocato la parte finale di stagione con il Qviding, in Division 1. Successivamente ha continuato a giocare nelle serie amatoriali svedesi.

### Allenatore
Dopo aver praticamente terminato in anticipo una carriera condizionata da un grave infortunio al legamento crociato, Krulj ha intrapreso la sua prima esperienza da allenatore a 24 anni, quando ha iniziato ad allenare la formazione Under-21 del Varberg. Un anno più tardi è avvenuto il salto in prima squadra, seppur nelle vesti di assistente del capo allenatore Jörgen Wålemark.
Dopo il biennio trascorso a Varberg, nel 2016 ha avuto la sua prima esperienza da capo allenatore, quando ha assunto la guida del Tvååkers IF in Division 1.
Nel gennaio 2017 è stato ingaggiato come assistente presso uno dei suoi vecchi club, l'Halmstad. Dopo 12 giornate di campionato la squadra era relegata al penultimo posto con 6 punti in 12 partite, così la dirigenza ha deciso di sollevare dall'incarico il capo allenatore Jan Jönsson per affidare la panchina al ventottenne Krulj, che non è comunque riuscito a evitare la retrocessione. Al termine del campionato di Superettan 2018, invece, il suo Halmstad ha chiuso al 5º posto. Krulj è stato esonerato il 7 maggio 2019 dopo le prime 6 giornate del campionato successivo, in virtù dell'ultimo posto in classifica frutto di 1 vittoria, 1 pareggio e 4 sconfitte.
Il 31 ottobre 2019, mentre la stagione sportiva di quell'anno stava per volgere al termine, è stato presentato come nuovo direttore sportivo dell'Örgryte, squadra militante in Superettan con sede presso la città di Göteborg.